# العصر المذهب (مسلسل)
العصر المذهب (بالإنجليزية: The Gilded Age)‏ هو مسلسل دراما تاريخية من كتابة جوليان فيلوز وبطولة كريستين بارانسكي،سينثيا نيكسون،كاري كون،مورغان سبيكتور،تايسا فارميجا وبليك ريتسون.
من المقرر عرض المسلسل على قناة إتش بي أو في 24 يناير 2022.